# Hind Al-Eryani
Hind Al-Eryani est  une militante et journaliste yéménite. Elle milite pour les droits des femmes, les droits des personnes LGBT et la paix au Yémen. Elle a reçu le prestigieux prix de la femme arabe de l'année en 2017. 

## Biographie
Née dans une famille yéménite progressiste, elle veut étudier, travailler et conduire. Mais elle est mariée à 20 ans, sans amour, à un homme qui l'en empêche et la maltraite. Elle divorce en 2005 et suit sa famille à Beyrouth au Liban, où elle découvre que les femmes y ont plus de libertés qu'au Yémen. Elle obtient une maîtrise en administration des affaires, enlève son voile, et commence à travailler pour les Nations unies au moment du printemps arabe.
Depuis le Liban, elle arrive à faire licencier un journaliste de l’agence de presse britannique Reuters, partial, qui prenait position en faveur du président yéménite Ali Abdallah Saleh . Elle échoue à faire ajouter à la nouvelle constitution un article interdisant la drogue khat. 
À Istanbul avec sa fille à partir de 2016, elle participe au Pacte des femmes yéménites pour la paix et la sécurité sous l’égide de l’ONU Femmes. 
Son activité en faveur des droits des femmes l'oblige à s'exiler de la Turquie vers la Suède,,.
Ses alertes quant au sort des personnes LGBTQ+ au Yémen convainquent l’ONU de préparer en 2020 un premier rapport sur cette communauté.

## Distinctions
- 2017, Prix de la femme arabe de l'année pour « ses campagnes en faveur de la paix dans son pays »[5],[3].